# پالکله کاداویدیا
پالکله کاداویدیا (به لاتین: Pallekele Kadawidiya) یک منطقهٔ مسکونی در سری‌لانکا است که در استان مرکزی (سری‌لانکا) واقع شده‌است.